# Monopolowa

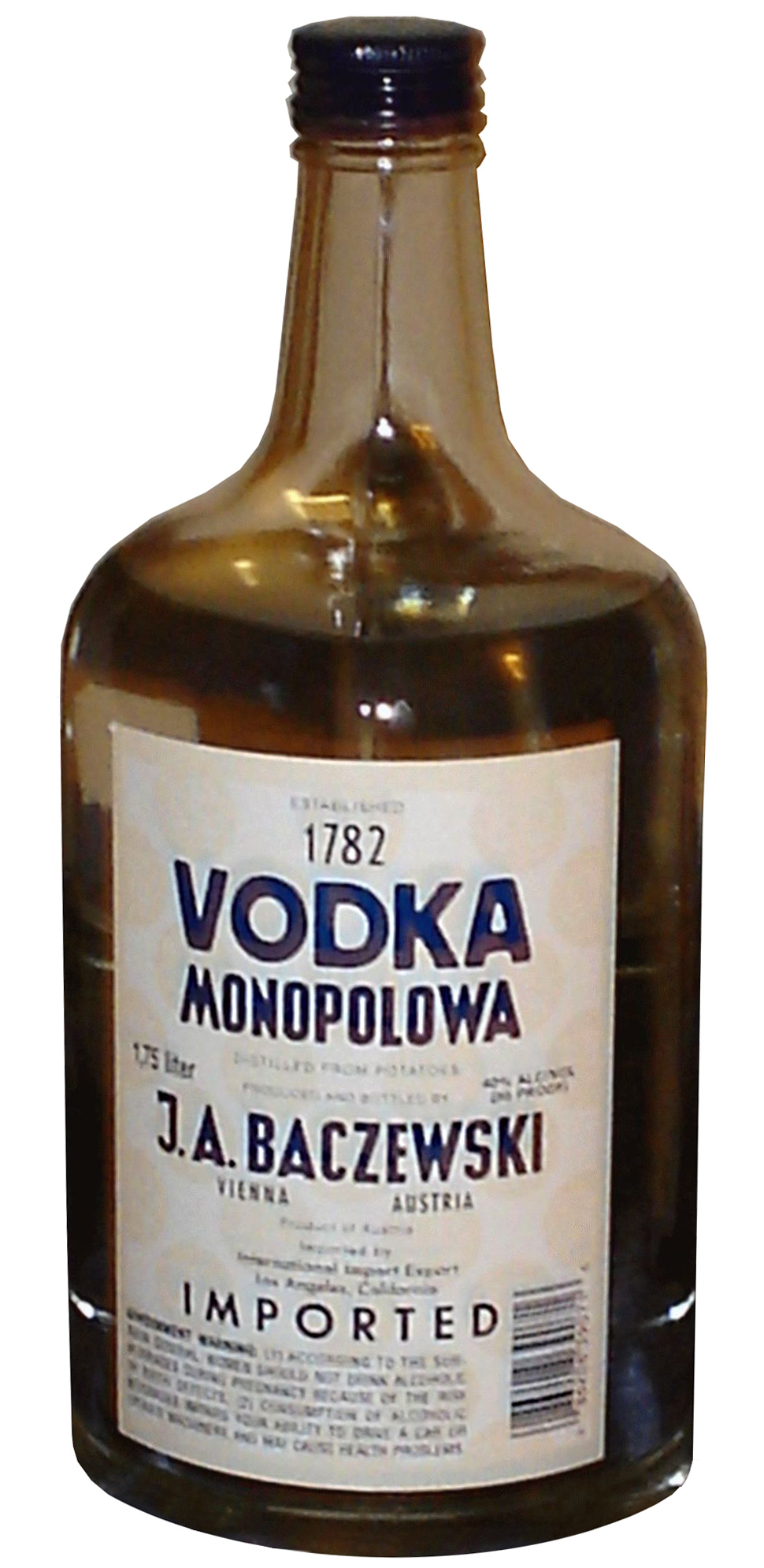
Vodka Monopolowa.

Monopolowa est une marque de vodka originaire de Pologne qui est produite actuellement en Autriche.  
Distillée à partir de pomme de terre, elle est produite sous la marque d'un producteur d'alcools polonais d'avant-guerre, J. A. Baczewski. 
Elle a obtenu en 2003 à l'International Review of Spirits la note de 94, note la plus élevée, ex aequo avec une vodka russe, la Stolichnaya.

## Histoire
Le terme « monopolowa » est en polonais un adjectif générique se rapportant au monopole public. Dans le cas de cette vodka, il évoque un ancien privilège de la noblesse : vers le milieu du XVIIe siècle, un monopole était en effet accordé aux Szlachta (noblesse) sur la production et la vente de vodka dans leurs territoires.
La Monopolowa est une vodka de pommes de terre typique, produite selon une formule traditionnelle, empreinte d'intensité distincte, de douceur, de profondeur de goût et de complexité, tous caractères attribuables à une tradition de « retour aux fondamentaux » de la distillation à base de pommes de terre (les vodkas originaires de Pologne, d'Estonie, de Lettonie, de Lituanie et de Russie sont traditionnellement produites à partir de pommes de terre. Actuellement, la plupart des autres vodkas sont produites à partir de céréales).
La Monopolowa a été produite par J. A. Baczewski jusqu'à la Seconde Guerre mondiale. Après la guerre, la société autrichienne Gessler a acheté la licence et les droits de production.
Lorsque la Pologne est redevenue un pays démocratique, en 1989, la filiale de la société Polmos basée à Starogard Gdański a commencé à fabriquer plusieurs produits de JA Baczewski sous licence d'Altvater Gessler - JA Baczewski international (USA) Inc.
Toutefois, à la fin des années 1990, la licence a été résiliée et la production a cessé en Pologne.
La vodka Monopolowa a constamment obtenu les meilleures notes dans les concours et est appréciée des consommateurs à la recherche d'un produit de haute qualité à prix modéré. En 2008, l'institut indépendant, Beverage Testing Institute, a attribué à la Monopolowa une note de 93 points sur 100, la qualifiant d'« exceptionnelle ».

## Récompenses
- 2010 : The Beverage Testing Institute International Review of Spirits Award : médaille d'or, note : 93 points (exceptionnelle) et meilleur achat ;
- 2009 : The International Wine and Spirit Competition : médaille d'argent ;
- 2009 : San Francisco World Spirits Competition : médaille d'argent ;
- 2008 : The Beverage Testing Institute International Review of Spirits Award : médaille d'or, note : 92 points (exceptionnelle)